# Michael Waissnix
Michael Waissnix, född 22 maj 1904 i Reichenau an der Rax i Österrike-Ungern, död där 13 oktober 1980, var en österrikisk bobåkare. Han deltog vid olympiska vinterspelen 1928 i Sankt Moritz och placerade sig på sista plats efter att ha diskvalificerats i andra åket.